# Comuna Albești-Paleologu, Prahova
Albești-Paleologu este o comună în județul Prahova, Muntenia, România, formată din satele Albești-Muru, Albești-Paleologu (reședința), Cioceni și Vadu Părului.

## Etimologie
Numele comunei provine de la satul de reședință, care la rândul său a fost denumit după foștii proprietari ai moșiei pe care a fost înființat și pe care, ulterior, țăranii au fost împroprietăriți la 1864.

## Geografie
Comuna se întinde pe malurile râului Cricovul Sărat, în câmpia piemontană aflată la ieșirea acestuia din Subcarpații de Curbură. Prin sudul extrem al comunei, trece autostrada A7, Ploiești–Buzău, pe care comuna este deservită de nodul Albești-Paleologu, care se descarcă în DN1D, drum care duce spre sud-est la Urziceni, și spre nord se termină pe teritoriul satului de reședință în șoseaua națională DN1B, care și ea leagă Ploieștiul de Buzău. 
De la intersecția celor două drumuri naționale începe și șoseaua județeană DJ102C care duce spre nord pe valea Cricovului Sărat la Urlați, Gornet-Cricov, Apostolache, Sângeru și mai departe în județul Buzău la Cislău (unde se termină în DN10). Din DN1D, lângă Cioceni se ramifică șoseaua județeană DJ146, care duce spre nord la Tomșani (unde se termină în DN1B) Prin comună trece și calea ferată Ploiești–Buzău, pe care este deservită de stația Cricov și de halta Muru.

## Demografie
Componența etnică a comunei Albești-Paleologu
     Români (92,42%)
     Alte etnii (0,6%)
     Necunoscută (6,98%)
Componența confesională a comunei Albești-Paleologu
     Ortodocși (91,51%)
     Alte religii (0,97%)
     Necunoscută (7,52%)
Conform recensământului efectuat în 2021, populația comunei Albești-Paleologu se ridică la 5.145 de locuitori, în scădere față de recensământul anterior din 2011, când fuseseră înregistrați 5.683 de locuitori. Majoritatea locuitorilor sunt români (92,42%), iar pentru 6,98% nu se cunoaște apartenența etnică. Din punct de vedere confesional, majoritatea locuitorilor sunt ortodocși (91,51%), iar pentru 7,52% nu se cunoaște apartenența confesională.

## Politică și administrație
Comuna Albești-Paleologu este administrată de un primar și un consiliu local compus din 15 consilieri. Primarul, Marian Panait[*], de la Partidul Social Democrat, este în funcție din 2016. Începând cu alegerile locale din 2024, consiliul local are următoarea componență pe partide politice:
|  | Partid                          | Consilieri | Componența Consiliului | Componența Consiliului | Componența Consiliului | Componența Consiliului | Componența Consiliului | Componența Consiliului | Componența Consiliului | Componența Consiliului | Componența Consiliului |
|  | ------------------------------- | ---------- | ---------------------- | ---------------------- | ---------------------- | ---------------------- | ---------------------- | ---------------------- | ---------------------- | ---------------------- | ---------------------- |
|  | Partidul Social Democrat        | 9          |                        |                        |                        |                        |                        |                        |                        |                        |                        |
|  | Partidul Național Liberal       | 3          |                        |                        |                        |                        |                        |                        |                        |                        |                        |
|  | Alianța Dreapta Unită           | 2          |                        |                        |                        |                        |                        |                        |                        |                        |                        |
|  | Alianța pentru Unirea Românilor | 1          |                        |                        |                        |                        |                        |                        |                        |                        |                        |

## Istorie
La sfârșitul secolului al XIX-lea, comuna este consemnată de Marele Dicționar Geografic al Romîniei ca fiind formată doar din satul eponim și aflată în plaiul Cricov. Satul data de la sfârșitul secolului al XVIII-lea, având o populație de 811 locuitori în 1892 (358 bărbați și 453 femei) o biserică zidită la 1799, și o școală publică datând de la jumătatea secolului al XIX-lea. Pe atunci, satul Cioceni făcea parte din comuna Tomșani, iar satele Albești-Muru și Vadu Părului formau pe atunci comuna Albești-de-Mur, care a fost desființată însă în 1968 și inclusă în comuna Albești-Paleologu.
În 1925 comunele Albeștii-Mur și Albeștii-Paleologu sunt consemnate în aceeași plasă și în aceeași configurație, prima având 1782 de locuitori, iar a doua — 1112.
În 1938, atât comuna Albești-Muru, cât și comuna Albești-Paleologu au fost incluse în plasa Urlați a județului Prahova. La desființarea județelor, după 1950 ele au trecut în regiunea Prahova, și apoi în raionul Mizil al regiunii Ploiești. Comuna Albești Paleologu a înglobat și comuna Albești-Muru, desființată în 1956, precum și satul Cioceni și a căpătat întinderea actuală, după care, în 1968, comuna rezultată a revenit la județul Prahova, reînființat.

## Monumente istorice
Trei obiective din comuna Albești-Paleologu sunt incluse în lista monumentelor istorice din județul Prahova ca monumente de interes local. Două dintre ele sunt situri arheologice — situl de la Albești-Muru, aflat între DN1B și podul CFR, cuprinzând așezări din Epoca Bronzului și secolele al VI-lea–al V-lea î.e.n., precum și o necropolă medievală; și o altă așezare din Epoca Bronzului, aflată la 5 km nord de satul Cioceni. Crucea de pomenire aflată la marginea de vest a satului Cioceni, pe drumul spre Trestieni și datând din 1832, este clasificată ca monument memorial sau funerar.